# Brederode (1644)
Pour les articles homonymes, voir Brederode.
Le Brederode était un navire de ligne hollandais, navire-amiral de la flotte hollandaise durant la Première guerre anglo-néerlandaise. Il était armé de 53 à 59 canons.